# Eddy Veerman
Eddy Veerman (1971) is een Nederlands journalist en schrijver van biografieën en non-fictie.
Hij is journalist voor het dagblad De Telegraaf waar hij voornamelijk over sport schrijft. Daarnaast heeft hij verschillende non-fictieboeken geschreven, zoals biografieën of boeken met meerdere biografische lijnen erin. Hij richt zich voornamelijk op thema's als muziek, sport, gehandicaptensport, diabetes en ALS.  Een terugkerend onderwerp is zijn woonplaats Volendam. Hij schreef enkele boeken over de cafébrand in Volendam in de oudejaarsnacht van 2000 naar 2001 en over drugsverslaving. Hij schreef biografieën over Esther Vergeer, Jan Smit en Martin Veerman.